# NGC 345
NGC 345 é uma galáxia espiral (Sa) localizada na direcção da constelação de Cetus. Possui uma declinação de -06° 53' 03" e uma ascensão recta de 1 horas, 01 minutos e 22,0 segundos.
A galáxia NGC 345 foi descoberta em 27 de Setembro de 1864 por Albert Marth.